# Mudi
Il mudi è una razza canina ungherese riconosciuta dalla FCI (standard n. 238, gruppo 1, sezione 1).

## Storia
Le notizie su questa razza sono pochissime: si sa con certezza che si è formata spontaneamente in Ungheria, tra il XIX secolo e il XX secolo. La razza non sarebbe stata minimamente presa in considerazione se non si fosse notata la sua propensione a proteggere il bestiame. La razza non è stata minimamente selezionata se non dal 1966 (anno del suo riconoscimento della FCI) per fissare i caratteri che riguardavano lo standard.

## Descrizione
La radice della coda è collocata a metà altezza: la coda è diretta verso il basso; alcuni esemplari possono nascere anuri o brachiuri.
I colori ammessi sono il nero lucente o bianco, ma vi sono anche manti bianchi striati di nero o neri striati di bianco, con macchie di grandezza media e distribuite uniformemente. Il pelo varia a seconda delle regioni. Testa e arti sono ricoperti da pelo raso, dritto e liscio. Sulle altre parti del corpo si trova pelo di lunghezza compresa fra 5 e 7 cm, spesso, ondulato e lucente. Il sottopelo è disposto a spirali e strisce. Gli occhi sono un poco obliqui, ovali, con bordi delle palpebre aderenti, di colore bruno scuro. Le orecchie sono collocate in alto, erette, appuntite, a forma di “V”. I movimenti delle orecchie sono vivaci. La testa è allungata e stretta, molto simile a quella del border collie

## Difetti

### Difetti minori
- pelo corto sulle orecchie.
- mancanza di fanoni.
- occhi bruno chiari.
- tronco lungo.

### Difetti che comportano l'eliminazione
- pelo corto e liscio sul tronco
- pelo lungo sulla testa
- pelo piuttosto corto e con tendenze ad infeltrire
- tartufo macchiettato
- difetti di pigmentazione
- orecchie cadenti
- pelle rugosa
- prognatismo, se lo spazio fra le due arcate incisive supera i due millimetri.

## Carattere
È una razza molto docile e intelligentissima. La facilità di addestrare questo cane è enorme rispetto ad altri decisamente più complessi. È una razza che generalmente caccia gli animali nocivi per natura. Molto agile, si dimostra un valido atleta per l'agility dog ma anche come cane da guardia si destreggia molto bene. Inoltre sia per la taglia e per la lunghezza del pelo è adatto a vivere in appartamento purché sia fatto sfogare il suo istinto di pastore.